# フォントネル (小惑星)
フォントネル（英語：10069 Fontenelle）は、小惑星帯にある小惑星である。ベルギーの天文学者エリック・エルストがヨーロッパ南天天文台で発見した。
フランスの作家で、公爵夫人に天文学を教えるという対話形式の科学啓蒙書『世界の多数性についての対話』を著したベルナール・フォントネルから名付けられた。